# Гюндоган, Илкай
Илка́й Гюндога́н (нем. İlkay Gündoğan; род. 24 октября 1990, Гельзенкирхен, Северный Рейн-Вестфалия) — немецкий футболист, полузащитник английского клуба «Манчестер Сити». Выступал за сборную Германии. Участник двух чемпионатов мира (2018 и 2022) и трёх чемпионатов Европы (2012, 2020 и 2024).
Илкай является учеником академии «Бохума», в 2009 году пополнил ряды «Нюрнберга». С 2011 года немец выступал в составе дортмундской «Боруссии». За это время он завоевал чемпионский титул, дошёл вместе с командой до финала Лиги чемпионов, а также дважды брал Суперкубок Германии. На счету Гюндогана единственный гол «Боруссии» в финале Лиги чемпионов УЕФА. 2 июня 2016 года футболист перешёл в «Манчестер Сити» за 27 миллионов евро. В 2023 году, будучи капитаном клуба, выиграл с ним «требл», после чего летом того же года перебрался в «Барселону» на правах свободного агента. Спустя год вернулся в «Манчестер Сити».
Являлся игроком сборной Германии с 2011 по 2024 год. В составе Бундестим отправлялся на чемпионат Европы 2012 года, где выиграл бронзовые медали.

## Биография
Илкай Гюндоган родился в 1990 году в Гельзенкирхене в семье турецких мигрантов Ирфана и Айтен. Ирфан переехал в Германию из Дурсунбея вслед за своим отцом, работавшим на угольной шахте Нордштерн. В детстве Илкай играл в городской команде и впервые задумался о карьере профессионального футболиста лишь к 15 годам. Именно в этом возрасте Гюндогана пригласили на просмотр в «Бохум», клуб высшего дивизиона Германии. Спустя три года полузащитник официально завершил академию «Бохума» и подписал контракт с резервной командой, выступавшей в Западной Региональной лиге.

## Клубная карьера
13 декабря 2008 года дебютировал за вторую команду в гостевом матче региональной лиги «Запад» против «Айнтрахта» из Трира, который возглавлял в недалёком прошлом известный немецкий футболист Марио Баслер. «Бохум-2» проиграл со счётом 2:3, Илкай вышел на поле после перерыва. В матче следующего тура, против «Клоппенбурга-1919», Гюндоган вышел уже в основном составе и даже забил один мяч, что в прочем не помогло его команде, которая проиграла со счётом 2:4.

### «Нюрнберг»
В феврале 2009 году глаз на футболиста уже положил «Нюрнберг», куда Илкай и перешёл. Сумма трансфера составила 850 тыс. евро. Дебютный матч за новую команду состоялся 24 марта 2009 года в матче 34-го тура Второй Бундеслиге против «Мюнхена 1860». Матч завершился победой со счётом 2:1 благодаря голам Кристиана Айглера и Марека Минтала; Илкай же вышел на поле на 62-й минуте заменив Даниэля Жигакса. В том сезоне «Нюрнберг» вышел в Бундеслигу.
Дебют в Бундеслиге состоялся для Илкая 8 августа 2009 года, когда он вышел на поле в основном составе в домашнем матче против команды из своего города «Шальке 04». Матч завершился поражением 1:2, у «Нюрнберга» один гол забил всё тот же Минтал, у гельзенкирхенцев дублем отметился Кевин Кураньи. С того матча стало ясно, что Гюндоган стал основным игроком «Нюрнберга». В сезоне 2009/10 Илкай сыграл за «Нюрнберг» 22 матча и забил 1 гол, в сезоне 2010/11 — 25 матчей и забил 5 мячей.
Осенью возникли слухи о том, что игроком интересуются английские гранды, такие как «Манчестер Юнайтед» и «Челси», однако дело подтверждению словам не сопутствовало.
Также среди интересующихся находились «Гамбург» и «Байер».

### «Боруссия Дортмунд»

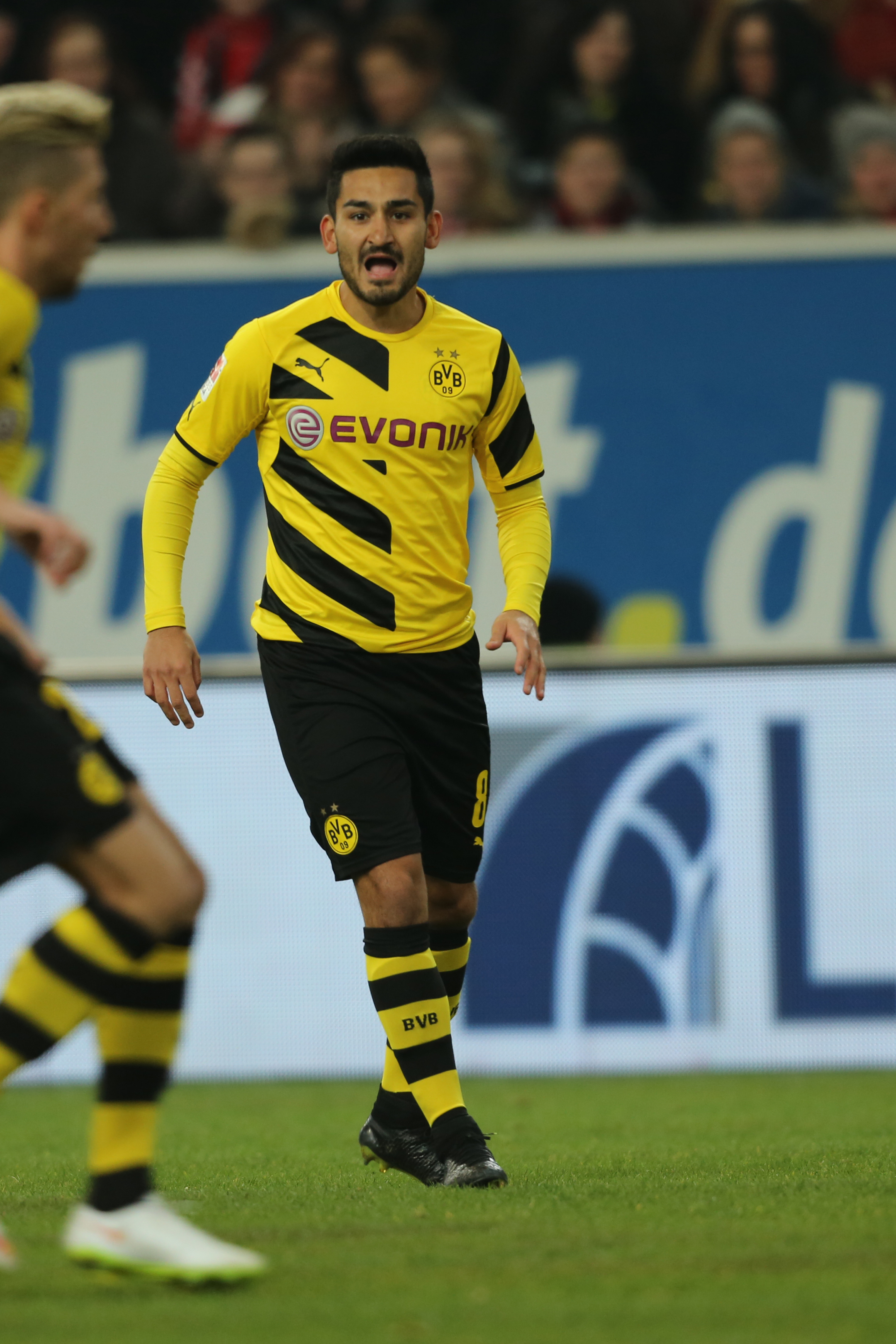
Гюндоган в составе «Боруссии», 2015 год

5 мая 2011 года было объявлено, что Илкай Гюндоган перешёл в дортмундскую «Боруссию», подписав с ней четырёхлетний контракт. Сумма трансфера составила порядка 4 млн евро. По утверждениям многих специалистов, Илкай должен заменить ушедшего в «Реал» турецкого полузащитника Нури Шахина.
Дебют в официальных матчах за «Боруссию» состоялся для Илкая 23 июля 2011 года, в матче за Суперкубок Германии 2011, где «Боруссии» противостоял всё тот же заклятый соперник «Шальке-04». Основное время закончилось вничью 0:0, в серии пенальти лучше были гельзенкирхенцы, победившие со счётом 4:3. Илкай провёл на поле весь матч, а в серии послематчевых пенальти бил первым и свой удар реализовал. Гюндогану сразу же удалось вписаться в командую игру и в первый же сезон помог «Боруссии» выиграть «золотой дубль» (чемпионат и кубок Германии). В финале Лиги чемпионов 25 мая 2013 года Илкай реализовал пенальти по ходу матча, однако его клуб проиграл «Баварии» со счётом 1:2.
С началом сезона 2014/15 игрок снова смог стать игроком основного состава «Боруссии», которая изъявила желание продлить контракт с Гюндоганом, истекающий летом 2016 года. Следующий сезон полузащитник почти целиком пропустил из-за травмы спины. Проблемы с восстановлением продолжались длительное время. Весной 2014 года он проходил реабилитацию в Крыму в Евпаторийском центральном детском клиническом санатории Министерства обороны Украины, где провёл 24 дня. После этого ему была проведена операция в Германию на поясничном отделе позвоночника во время которой ему удалили воспалённый нерв. Общий период восстановления длился в течение 14 месяцев.
1 июля 2015 года контракт Гюндогана с «Боруссией» был продлён до 2017 года.

### «Манчестер Сити»

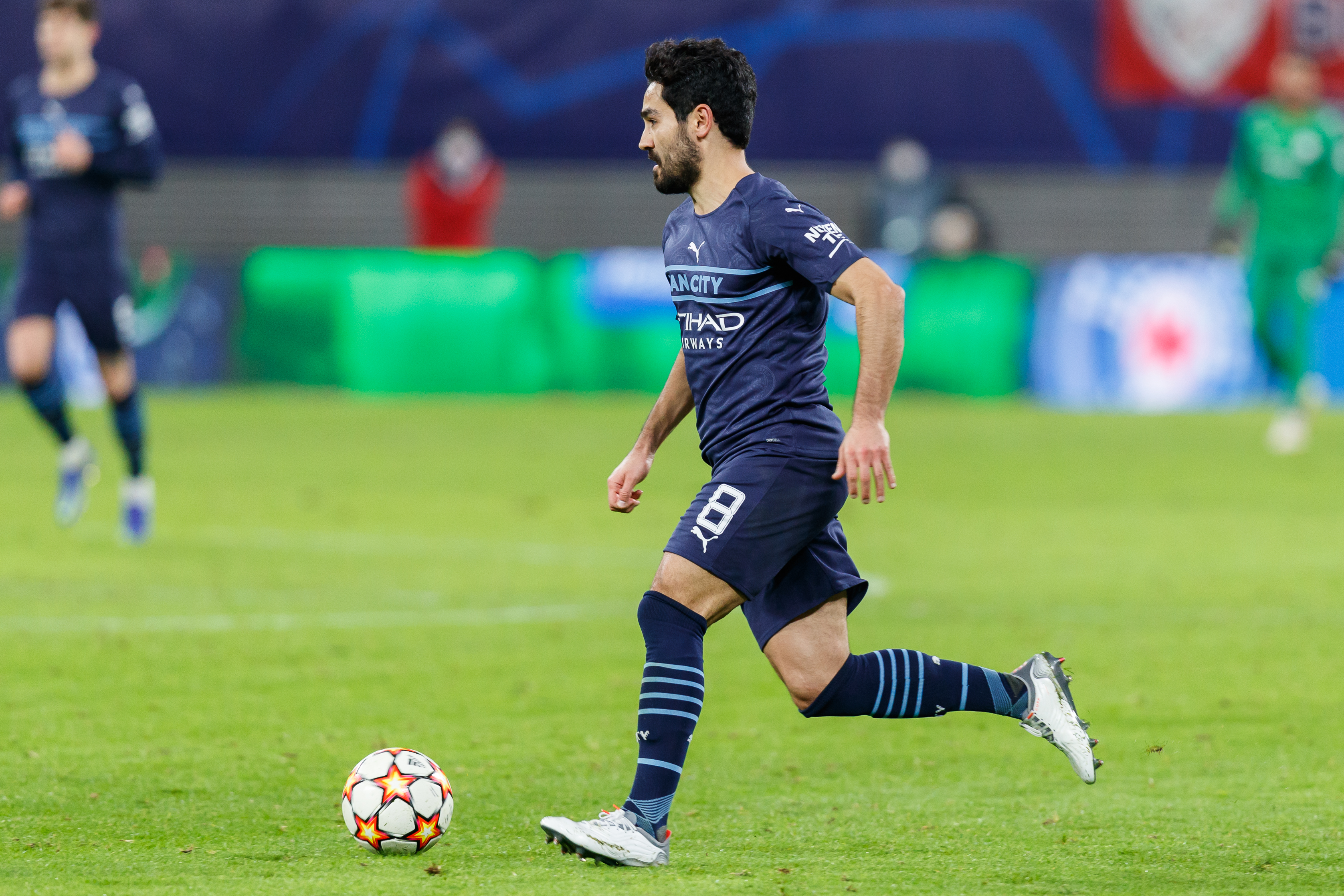
Гюндоган в составе «Манчестер Сити»

2 июня 2016 года перешёл в «Манчестер Сити» за € 27 млн. Контракт подписан сроком на 4 года. 1 ноября 2016 года «Манчестер Сити» благодаря двум забитым мячам Илкая на своём поле победил со счётом 3:1 испанскую «Барселону» в матче четвёртого тура группового турнира Лиги чемпионов.
В декабре 2016 года в матче с «Уотфордом» получил травму крестообразных связок колена и выбыл до конца сезона.
Вернулся на поле в матче с тем же «Уотфордом» в 5-м туре сезона 2017/18, выйдя на замену за 25 минут до конца матча.
В 2021 году он во второй раз вышел в финал Лиги чемпионов, но его команда проиграла лондонскому «Челси» со счётом 0:1. В 2023 году «горожане» во второй раз вышли в финал и стали победителями, обыграв со счётом 1:0 «Интер».

### «Барселона»
26 июня 2023 года было объявлено о переходе Гюндогана в испанский клуб «Барселона» на правах свободного агента.

### Возвращение в «Манчестер Сити»
Спустя один сезон в «Барселоне», Гюндоган вернулся в стан «горожан», заключив с ними контракт на один год.

## Карьера в сборной
Играл за сборные Германии разных возрастов. Свой первый вызов в главную сборную получил в августе 2011 года на товарищеский матч против сборной Бразилии, но так и не вышел на поле. Он дебютировал 11 октября 2011, выйдя на замену в домашнем матче против сборной Бельгии в отборочном турнире к Евро-2012. Позже вместе со сборной Гюндоган стал бронзовым призёром этого турнира. Из-за травм Илкай не смог поехать на чемпионат мира 2014 года и чемпионат Европы 2016 года.
На чемпионате мира 2018 года Гюндоган принял участие в матче против сборной Швеции (2:1). Сама сборная не вышла из группы.
На чемпионате Европы 2020 года принял участие во всех трёх матчах группового этапа против сборных Франции, Португалии и Венгрии.
На чемпионате мира 2022 года также принял участие во всех трёх матчах группового этапа (против сборных Японии, Испании и Коста-Рики). В матче с японцами реализовал пенальти, но его сборная проиграла этот матч (1:2). Впоследствии сборная, как и на чемпионате мира 2018, снова не вышла в плей-офф.
На домашнем чемпионате Европы 2024 года Гюндоган, будучи капитаном сборной, вместе с ней дошёл до четвертьфинала, где она проиграла со счётом 1:2 будущим чемпионам сборной Испании.
19 августа 2024 года объявил о завершении карьеры в сборной Германии.

## Достижения

### Командные
«Боруссия Дортмунд»
- Чемпион Германии: 2011/12
- Обладатель Кубка Германии: 2011/12
- Обладатель Суперкубка Германии: 2013

«Манчестер Сити»
- Чемпион Англии (5): 2017/18, 2018/19, 2020/21, 2021/22, 2022/23
- Обладатель Кубка Англии (2): 2018/19, 2022/23
- Обладатель Кубка Английской футбольной лиги (4): 2017/18, 2018/19, 2019/20, 2020/21
- Обладатель Суперкубка Англии (2): 2018, 2019
- Победитель Лиги чемпионов УЕФА: 2022/23

Сборная Германии
- Бронзовый призёр чемпионата Европы: 2012

### Личные
- Команда года по версии European Sports Media (2): 2012/13[29], 2020/21[30]
- Команда года по версии ПФА: 2020/21[31]
- Игрок месяца английской Премьер-лиги[32] (2): январь 2021, февраль 2021
- Футболист года в Германии: 2023[33]
- Вошёл в символическую сборную Ла Лиги: 2023/24[34]

## Статистика

### Клубная статистика
| Выступление            | Выступление               | Выступление      | Лига | Лига | Кубки | Кубки | Еврокубки | Еврокубки | Остальные | Остальные | Итого | Итого |
| Клуб                   | Лига                      | Сезон            | Игры | Голы | Игры  | Голы  | Игры      | Голы      | Игры      | Голы      | Игры  | Голы  |
| ---------------------- | ------------------------- | ---------------- | ---- | ---- | ----- | ----- | --------- | --------- | --------- | --------- | ----- | ----- |
| Бохум II               | Региональная Лига «Запад» | 2008/09          | 2    | 1    | 0     | 0     | 0         | 0         | 0         | 0         | 2     | 1     |
| Бохум II               | Итого                     | Итого            | 2    | 1    | 0     | 0     | 0         | 0         | 0         | 0         | 2     | 1     |
| Нюрнберг               | Вторая Бундеслига         | 2008/09          | 1    | 0    | 0     | 0     | 0         | 0         | 0         | 0         | 1     | 0     |
| Нюрнберг               | Бундеслига                | 2009/10          | 22   | 1    | 2     | 1     | 0         | 0         | 2         | 1         | 26    | 3     |
| Нюрнберг               | Бундеслига                | 2010/11          | 25   | 5    | 1     | 0     | 0         | 0         | 0         | 0         | 26    | 5     |
| Нюрнберг               | Итого                     | Итого            | 48   | 6    | 3     | 1     | 0         | 0         | 2         | 1         | 53    | 8     |
| Боруссия (Дортмунд) II | Региональная Лига «Запад» | 2011/12          | 1    | 0    | 0     | 0     | 0         | 0         | 0         | 0         | 1     | 0     |
| Боруссия (Дортмунд) II | Итого                     | Итого            | 1    | 0    | 0     | 0     | 0         | 0         | 0         | 0         | 1     | 0     |
| Боруссия (Дортмунд)    | Бундеслига                | 2011/12          | 28   | 3    | 5     | 1     | 2         | 0         | 1         | 0         | 36    | 4     |
| Боруссия (Дортмунд)    | Бундеслига                | 2012/13          | 28   | 3    | 4     | 0     | 12        | 1         | 1         | 0         | 45    | 4     |
| Боруссия (Дортмунд)    | Бундеслига                | 2013/14          | 1    | 0    | 1     | 0     | 0         | 0         | 1         | 1         | 3     | 1     |
| Боруссия (Дортмунд)    | Бундеслига                | 2014/15          | 23   | 3    | 4     | 0     | 6         | 0         | 0         | 0         | 33    | 3     |
| Боруссия (Дортмунд)    | Бундеслига                | 2015/16          | 25   | 1    | 5     | 1     | 10        | 1         | 0         | 0         | 40    | 3     |
| Боруссия (Дортмунд)    | Итого                     | Итого            | 105  | 10   | 19    | 2     | 30        | 2         | 3         | 1         | 157   | 15    |
| Манчестер Сити         | Премьер-лига              | 2016/17          | 10   | 3    | 0     | 0     | 6         | 2         | 0         | 0         | 16    | 5     |
| Манчестер Сити         | Премьер-лига              | 2017/18          | 30   | 4    | 9     | 0     | 9         | 2         | 0         | 0         | 48    | 6     |
| Манчестер Сити         | Премьер-лига              | 2018/19          | 31   | 6    | 11    | 0     | 8         | 0         | 0         | 0         | 50    | 6     |
| Манчестер Сити         | Премьер-лига              | 2019/20          | 31   | 2    | 10    | 1     | 9         | 2         | 0         | 0         | 50    | 5     |
| Манчестер Сити         | Премьер-лига              | 2020/21          | 28   | 13   | 6     | 1     | 12        | 3         | 0         | 0         | 46    | 17    |
| Манчестер Сити         | Премьер-лига              | 2021/22          | 27   | 8    | 6     | 2     | 10        | 0         | 0         | 0         | 43    | 10    |
| Манчестер Сити         | Премьер-лига              | 2022/23          | 31   | 8    | 7     | 2     | 13        | 1         | 0         | 0         | 51    | 11    |
| Манчестер Сити         | Итого                     | Итого            | 188  | 44   | 49    | 6     | 67        | 10        | 0         | 0         | 304   | 60    |
| Барселона              | Ла Лига                   | 2023/24          | 36   | 5    | 3     | 0     | 10        | 0         | 2         | 0         | 51    | 5     |
| Барселона              | Итого                     | Итого            | 36   | 5    | 3     | 0     | 10        | 0         | 2         | 0         | 51    | 5     |
| Всего за карьеру       | Всего за карьеру          | Всего за карьеру | 380  | 66   | 70    | 9     | 107       | 12        | 7         | 2         | 564   | 89    |

### Матчи за сборную
| №  | Дата            | Оппонент          | Счёт | Голы | Соревнование             |
| -- | --------------- | ----------------- | ---- | ---- | ------------------------ |
| 1  | 11 октября 2011 | Бельгия           | 3:1  | —    | Отборочные матчи ЧЕ-2012 |
| 2  | 26 мая 2012     | Швейцария         | 3:5  | —    | Товарищеский матч        |
| 3  | 15 августа 2012 | Аргентина         | 1:3  | —    | Товарищеский матч        |
| 4  | 14 ноября 2012  | Нидерланды        | 0:0  | —    | Товарищеский матч        |
| 5  | 6 февраля 2013  | Франция           | 2:1  | —    | Товарищеский матч        |
| 6  | 22 марта 2013   | Казахстан         | 3:0  | —    | Отборочные матчи ЧМ-2014 |
| 7  | 26 марта 2013   | Казахстан         | 4:1  | 1    | Отборочные матчи ЧМ-2014 |
| 8  | 14 августа 2013 | Парагвай          | 3:3  | 1    | Товарищеский матч        |
| 9  | 25 марта 2015   | Австралия         | 2:2  | —    | Товарищеский матч        |
| 10 | 10 июня 2015    | США               | 1:2  | —    | Товарищеский матч        |
| 11 | 13 июня 2015    | Гибралтар         | 7:0  | 1    | Отборочные матчи ЧЕ-2016 |
| 12 | 4 сентября 2015 | Польша            | 3:1  | —    | Отборочные матчи ЧЕ-2016 |
| 13 | 7 сентября 2015 | Шотландия         | 3:2  | 1    | Отборочные матчи ЧЕ-2016 |
| 14 | 8 октября 2015  | Ирландия          | 0:1  | —    | Отборочные матчи ЧЕ-2016 |
| 15 | 11 октября 2015 | Грузия            | 2:1  | —    | Отборочные матчи ЧЕ-2016 |
| 16 | 13 ноября 2015  | Франция           | 0:2  | —    | Товарищеский матч        |
| 17 | 8 октября 2016  | Чехия             | 3:0  | —    | Отборочные матчи ЧМ-2018 |
| 18 | 11 октября 2016 | Северная Ирландия | 2:0  | —    | Отборочные матчи ЧМ-2018 |
| 19 | 11 ноября 2016  | Сан-Марино        | 8:0  | —    | Отборочные матчи ЧМ-2018 |
| 20 | 15 ноября 2016  | Италия            | 0:0  | —    | Товарищеский матч        |
| 21 | 10 ноября 2017  | Англия            | 0:0  | —    | Товарищеский матч        |
| 22 | 14 ноября 2017  | Франция           | 2:2  | —    | Товарищеский матч        |
| 23 | 23 марта 2018   | Испания           | 1:1  | —    | Товарищеский матч        |
| 24 | 27 марта 2018   | Бразилия          | 0:1  | —    | Товарищеский матч        |
| 25 | 2 июня 2018     | Австрия           | 1:2  | —    | Товарищеский матч        |
| 26 | 8 июня 2018     | Саудовская Аравия | 2:1  | —    | Товарищеский матч        |
| 27 | 23 июня 2018    | Швеция            | 2:1  | —    | Финальные матчи ЧМ-2018  |
| 28 | 6 сентября 2018 | Франция           | 0:0  | —    | Лига наций УЕФА          |
| 29 | 9 сентября 2018 | Перу              | 2:1  | —    | Товарищеский матч        |
| 30 | 5 сентября 2020 | Швейцария         | 1:1  | 1    | Лига наций УЕФА          |

Итого: сыграно матчей: 29 / забито голов: 4; победы: 14, ничьи: 8, поражения: 7.